# Santalum acuminatum
Santalum acuminatum este o plantă din Australia din familia Santalaceae. Este cunoscută drept quandong, quandong dulce sau piersica nativă, este foarte răspândită în toate zonele deșertice centrale și în zonele de sud–vest din Australia. Acest fruct se folosește ca aliment exotic, ceea ce a dus la domesticirea speciei.